# Liste des sites Ramsar en Turquie
Cet article recense les zones humides de Turquie concernées par la convention de Ramsar.

## Statistiques
La convention de Ramsar est entrée en vigueur en Turquie le 13 octobre 1994.
En janvier 2020, le pays compte 14 sites Ramsar, couvrant une superficie de 1 844,87 km2.

## Liste
| Site                                | Canton          | Notes | Date            | Superficie (km²) | Altitude (m)  | Identifiant Ramsar | Identifiant WDPA | Coordonnées                       | Photo |
| ----------------------------------- | --------------- | ----- | --------------- | ---------------- | ------------- | ------------------ | ---------------- | --------------------------------- | ----- |
| Delta du Göksu                      | Mersin          |       | 13 juillet 1994 | 150,00           | 0 - 5         | 657                | 95399            | 36° 17′ 46″ nord, 33° 59′ 17″ est |       |
| Lac de Burdur                       | Burdur, Isparta |       | 13 juillet 1994 | 248,00           | 857           | 658                | 95401            | 37° 44′ 49″ nord, 30° 12′ 22″ est |       |
| Lac de Seyfe (tr)                   | Kırşehir        |       | 13 juillet 1994 | 107,00           | 1 110         | 659                | 95402            | 39° 11′ 49″ nord, 34° 25′ 19″ est |       |
| Lac de Manyas                       | Balıkesir       |       | 13 juillet 1994 | 204,00           | 15            | 660                | 95403            | 40° 11′ 31″ nord, 27° 58′ 16″ est |       |
| Parc national de Sultansazlığı (tr) | Kayseri         |       | 13 juillet 1994 | 172,00           | 1 074         | 661                | 95404            | 38° 19′ 34″ nord, 35° 15′ 50″ est |       |
| Delta du Kızılırmak (tr)            | Samsun          |       | 15 avril 1998   | 217,00           | 0             | 942                | 166757           | 41° 38′ 24″ nord, 35° 59′ 46″ est |       |
| Lagune d'Akyatan (tr)               | Adana           |       | 15 avril 1998   | 147,00           | 0             | 943                | 166755           | 36° 37′ 41″ nord, 35° 15′ 36″ est |       |
| Lac Uluabat (tr)                    | Bursa           |       | 12 juin 1998    | 199,00           | 9             | 944                | 166756           | 40° 10′ 16″ nord, 28° 35′ 28″ est |       |
| Delta du Gediz                      | İzmir           |       | 15 avril 1998   | 149,00           | 0             | 945                | 166884           | 38° 31′ 08″ nord, 26° 53′ 17″ est |       |
| Lac Meke                            | Konya           |       | 21 juillet 2005 | 2,02             | 1 004 - 1 280 | 1618               | 902878           | 37° 41′ 13″ nord, 33° 38′ 35″ est |       |
| Lagune de Yumurtalık (tr)           | Adana           |       | 21 juillet 2005 | 198,53           | 0 - 3         | 1619               | 109098           | 36° 40′ 26″ nord, 35° 38′ 13″ est |       |
| Lac de Kızören (tr)                 | Konya           |       | 2 mai 2006      | 1,27             | 970           | 1620               | 902875           | 38° 10′ 23″ nord, 33° 11′ 10″ est |       |
| Lac Kuyucuk (tr)                    | Kars            |       | 28 août 2009    | 4,16             | 1 627         | 1890               | 555542721        | 40° 45′ nord, 43° 27′ est         |       |
| Lac Nemrut (tr)                     | Bitlis          |       | 17 avril 2013   | 45,89            | 600 - 2 247   | 2145               | 555558451        | 38° 37′ 23″ nord, 42° 14′ 35″ est |       |